# Обтекаемая система романизации болгарского языка
Обтекаемая система (англ. Streamlined System) — официальная болгарская система латинской транслитерации болгарского языка:
| А A | Б B | В V  | Г G  | Д D  | Е E   | Ж ZH | З Z | И I  | Й Y  |
| К K | Л L | М M  | Н N  | О O  | П P   | Р R  | С S | Т T  | У U  |
| Ф F | Х H | Ц TS | Ч CH | Ш SH | Щ SHT | Ъ A  | Ь Y | Ю YU | Я YA |

Система официальна также для ООН, Соединённых Штатов Америки и Великобритании.

## Происхождение и применение

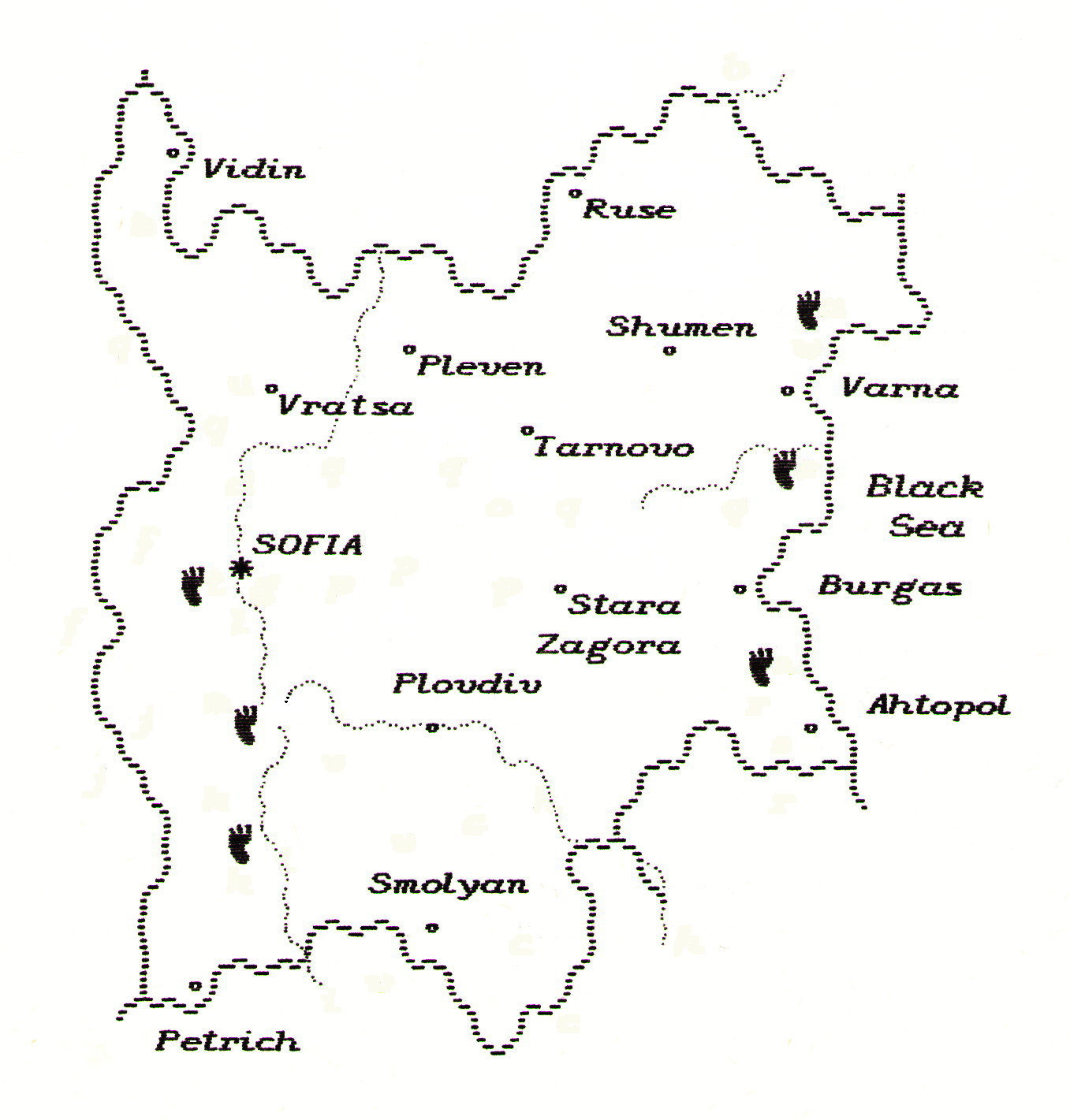
Использование системы на карте 1989 г., см.: Burgas (Бургас), Ahtopol (Ахтопол), Vratsa (Враца), Tarnovo (Търново), Smolyan (Смолян)

Обтекаемую систему создал в секции математической логики Института математики и информатики Болгарской академии наук Любомир Иванов (с. н. с. II степени, кандидат матем. наук). Первоначально она была введена в употребление Болгарской комиссией по антарктическим наименованиям 2 марта 1995 года.
Новая система стала предметом сравнительных исследований в Департаменте англо-американских исследований Софийского университета и впоследствии была утверждена болгарским правительством (Постановления Совета министров № 61 от 2.4.1999, № 10 от 11.2.2000 и № 269 от 3.10.2006) для использования в персональных документах, на дорожных указателях, в официальных информационных системах, базах данных, на веб-страницах местных властей и т. п.
В конечном счёте, «обтекаемая» система стала частью болгарского законодательства в результате принятия в 2009 г. специального Закона о транслитерации.
Система была принята ООН в 2012 году, а также BGN и PCGN в 2013 году для официального американского и британского использования.

## Основные принципы
Обтекаемая система создана с целью достижения оптимального баланса между следующими отчасти перекрывающимися, а отчасти противоречащими друг другу приоритетами:
- Во-первых, система предназначена для обеспечения удовлетворительной фонетической аппроксимации болгарских слов англоговорящими потребителями, включая тех, кто не имеет никаких предварительных познаний в болгарском языке, либо дополнительных пояснений;
- Во-вторых – с приоритетом пониже – система должна позволять восстановление первоначально написанных кириллицей слов как можно более однозначно;
- В-третьих, чтобы транслитерированные болгарские слова вписывались в англоязычной среде, не воспринимаясь как слишком «неанглийские»;
- И в-четвёртых, чтобы транслитерированные слова были более «обтекаемыми» и простыми.

Система основана на транслитерации английского образца, ввиду роли этого языка как лингва-франка в нынешнем мире. Подобная переориентация наблюдается также в новейшей практике транслитерации других кириллиц, в т.ч. русской и украинской, а в некоторой степени также и македонской.
Не используются никакие диакритические знаки, что делает эту систему более удобной для современных электронных коммуникаций (электронной почты, ICQ и иных программ мгновенного обмена сообщениями, СМС и т. д.).
Тот же самый подход Л. Л. Иванов предлагает для латинской транслитерации иных кириллических алфавитов, таких как русский, украинский, белорусский, сербский и македонский, равно как и для введения фонетической орфографии для английского языка.

## Иллюстрация
Пример (Статья 1 Всеобщей декларации прав человека):
| Всички хора се раждат свободни и равни по достойнство и права. Те са надарени с разум и съвест и следва да се отнасят помежду си в дух на братство. |  | Vsichki hora se razhdat svobodni i ravni po dostoynstvo i prava. Te sa nadareni s razum i savest i sledva da se otnasyat pomezhdu si v duh na bratstvo. |

## Обратимость
Основным недостатком всех «обтекаемых» систем является значительное число случаев, когда по транслитерированному написанию исходное восстанавливается неоднозначно (научные же системы строятся так, чтобы либо этого полностью избежать, либо свести неоднозначность к очень редкой и устраняемой при минимальном знании орфографии языка-источника).
Данная система не является обратимой, поскольку она транслитерирует а, ж, й, ц, ш, щ, ю, я тем же самым способом, как и соответственно ъ, зх, ь, тс, сх,шт, йу и йа. Вспомогательный вариант Обтекаемой системы, использовавший дополнительные символы и гарантирующий точное восстановление транслитерированных слов, предложен Л. Ивановым, Д. Скордевым и Д. Добревым для применения лишь в тех особых случаях, когда такое восстановление обязательно. Для этой цели кириллические буквы ъ и ь транслитерируются соответственно как `a и `y, а сочетания букв зх, йа, йу, сх, тс, тш, тщ, шт и шц – соответственно как z|h, y|a, y|u, s|h, t|s, t|sh, t|sht, sh|t и sh|ts. Стандартное транслитерированное написание слова можно получить от обратимой формой написания путём простого устранения дополнительных символов ` и |.

## Отличия «обтекаемой» от других систем транслитерации болгарской кириллицы
| буква | транслитерация                                                              | транслитерация             | транслитерация          | транслитерация           |
| буква | «обтекаемая» система 1995 г.; система ООН 2012 г.; система BGN/PCGN 2013 г. | система Андрейчина 1956 г. | система Данчева 1989 г. | система BGN/PCGN 1952 г. |
| ----- | --------------------------------------------------------------------------- | -------------------------- | ----------------------- | ------------------------ |
| ж     | zh                                                                          | ž (zh)                     | zh                      | zh                       |
| й     | y                                                                           | j                          | y, i                    | y                        |
| у     | u                                                                           | u                          | ou                      | u                        |
| х     | h                                                                           | h                          | h                       | kh                       |
| ц     | ts                                                                          | c                          | ts                      | ts                       |
| ч     | ch                                                                          | č (ch)                     | ch                      | ch                       |
| ш     | sh                                                                          | š (sh)                     | sh                      | sh                       |
| щ     | sht                                                                         | št (sht)                   | sht                     | sht                      |
| ъ     | a                                                                           | ă (a)                      | u                       | ŭ                        |
| ь     | y                                                                           | j                          | y                       | ’                        |
| ю     | yu                                                                          | ju                         | yu                      | yu                       |
| я     | ya                                                                          | ja                         | ya                      | ya                       |

(Буквы, во всех системах передающиеся одинаково и очевидным образом, в таблице не показаны; совпадения с «обтекаемой» системой выделены полужирным шрифтом.  В скобках дана версия системы Андрейчина без диакритики, официально использовавшаяся в телеграфо-почтовых коммуникациях до введения Обтекаемой системы.)
Применительно к географическим названиям в законе особо оговариваются исключения:
- окончание -ия передаётся как -ia: София → Sofia;
- в названии България буква Ъ передается по традиции через U: България → Bulgaria;
- неболгарские географические названия не транслитерируются с болгарского, а передаются в исходном написании или по правилам транслитерации соответствующих языков.

В „Новом словаре правописания болгарского языка” (изданном в 2002 году) предлагалось модифицировать систему так, чтобы болгарская буква ъ транслитерировалась как ă, однако введение диакритического знака не завоевало популярности среди потребителей и не было принято для официального употребления.  Не была воспринята также идея использования сочетания латинских букв tz для транслитерации болгарской буквы ц.
Обратимый вспомогательный вариант Обтекаемой системы не гарантирует восстановление в случаях ия-исключения, например radia (Радиа или Радия?), studia (Студиа или Студия?) и т.д. Тем не менее, полную обратимость системы можно получить также и в этом случае, если окончание -иа транслитерировать например как i|a вместо ia.